# Lišci
Lišci es un pueblo ubicado en el municipio de Olovo, en el cantón de Zenica-Doboj, Bosnia y Herzegovina.

## Superficie
Posee una superficie de 2,74 kilómetros cuadrados.

## Demografía
Hasta 2013 la población era de 147 habitantes, con una densidad de población de 53,6 habitantes por kilómetro cuadrado.